# Panoti

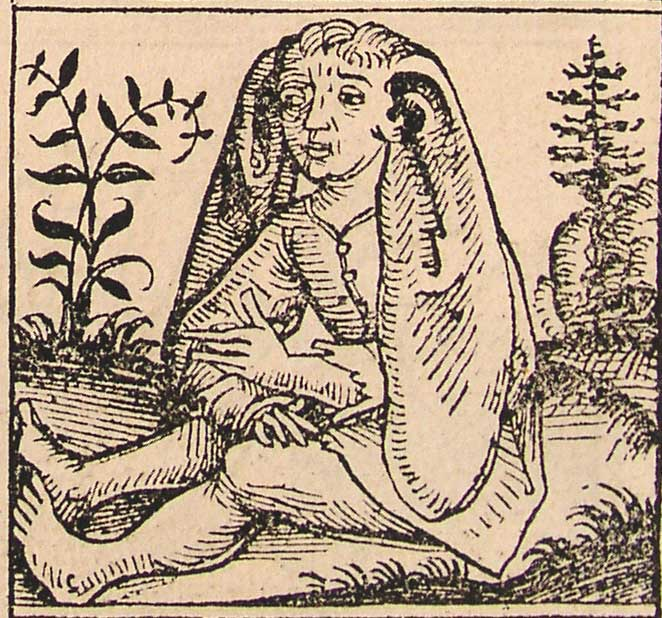
En bild på en panoti från 1493

Panoti var enligt den romerske geografen Pomponius Mela (född omkring 40 e.Kr.) ett folk som var bosatta vid Östersjön. Människorna hade så stora öron att de kunde svepa in sig i dem.